# 法蔵寺 (あま市)
法蔵寺（ほうぞうじ）は、愛知県あま市中橋にある浄土宗の寺。

## 歴史
珠応山法蔵寺。浄土宗西山派。1564年（永禄7年）の創建。永照良慶によって開基された。
寺伝によれば永禄3年（1560年）5月、蜂須賀正勝が桶狭間の戦いのおり、戦勝を祈念して蓮華寺に奉安されていた鉄地蔵（鉄造地蔵菩薩立像）を戦場へ持参することにしたが、鉄製のため重く担ぐのが困難となり、この地に放置し、地蔵が手にもつ錫杖のみを持って出陣、後に村民が本寺へ移し祀ったのが、当寺の本尊である。「子安延命地蔵大菩薩」として広く信仰された。『尾張名所図会』には「弘法大師蜂須賀蓮華寺の創建から女人安産の願を込め、鉄によるところの霊像なり、子安地蔵と称す・・・」などと記述され、江戸時代から知られた鉄地蔵であったことが分かる。

## 本尊
（この節の主要な出典）
本尊は鉄造地蔵菩薩立像。高さ160cm。円頂、衲衣を着け、右手は施無畏印で、左手に宝珠を持つ。「一切衆生成仏得道也寛喜二年庚寅八月日願主入蓮」（寛喜2年は1230年）と陽鋳銘がある。1971年（昭和46年）、国の重要文化財に指定。